# Michael Foster (futbolista)
Michael Foster (Lae, Papúa Nueva Guinea, 5 de septiembre de 1985) es un futbolista de Papúa Nueva Guinea que juega en la posición de centrocampista con el Hekari United de la Liga Nacional de Papúa Nueva Guinea desde el 2019.
Se encuentra desaparecido desde el 23 de diciembre de 2024 junto a su sobrino luego de que la embarcación en la que ambos y otros de sus familiares se volcara en la costa de Bialla.

## Carrera

### Club
| Periodo   | Club                            |
| --------- | ------------------------------- |
| 2003      | Mopi FC                         |
| 2004      | Cosmos FC                       |
| 2008–2010 | Hekari United                   |
| 2010–2012 | Eastern Stars FC                |
| 2013      | FC Port Moresby                 |
| 2014–2015 | Admiralty FC                    |
| 2015      | Rapatona FC                     |
| 2015–2016 | Lae City FC                     |
| 2016      | Malaita Kingz                   |
| 2017      | Geelong SC                      |
| 2017–2018 | Malaita Kingz                   |
| 2018      | Madang FC                       |
| 2019      | Lae City FC                     |
| 2019      | Malaita Kingz                   |
| 2019-     | Hekari United                   |
| 2022      | → Southern Strikers FC (cedido) |

### Selección nacional
A nivel de selecciones menores jugó para Papúa Nueva Guinea en Campeonato Sub-20 de la OFC 2002 donde jugó los dos partidos de la competición donde quedó eliminado en la primera ronda.
Con apenas 17 años Foster fue convocado con la selección nacional en julio de 2003 para los Juegos del Pacífico Sur de 2003. Foster hizo su debut internacional el 7 de julio de 2003 ante Micronesia donde anotó uno de los goles de la victoria por 10–0. Pasaron ocho años para que volviera a jugar con la selección nacional.
Foster sería convocado para jugar en los Juegos del Pacífico de 2011, donde jugó en los cuatro partidos de la selección, en tres de ellos entrando de cambio y jugó de titular el 3 de septiembre de 2011 donde anotó su segundo gol internacional en la victoria por 17–1 sobre Kiribati.
Foster al año siguiente fue convocado para jugar en la Copa de las Naciones de la OFC 2012 donde fue titular en los tres partidos de la fase de grupos. Cuatro años después fue convocado para jugar en la Copa de las Naciones de la OFC 2016 donde alcanzó la final y anotó uno de los goles en la semifinal ante Islas Salomón. Jugó en los cuatro partidos de la clasificación de OFC para la Copa Mundial de 2018 y uno en los Juegos del Pacífico 2019.
| N.º | Fecha                   | Sede                                                     | Partido | Rival                           | Marcador | Resultado | Torneo                                     |
| --- | ----------------------- | -------------------------------------------------------- | ------- | ------------------------------- | -------- | --------- | ------------------------------------------ |
| 1   | 7 de julio de 2003      | Churchill Park, Lautoka, Fiyi                            | 1       | Estados Federados de Micronesia | 4–0      | 10–0      | Juegos del Pacífico Sur de 2003            |
| 2   | 3 de septiembre de 2011 | Stade Boewa, Boulari Bay, Nueva Caledonia                | 4       | Kiribati                        | 4–0      | 17–1      | Juegos del Pacífico de 2011                |
| 3   | 27 de marzo de 2016     | Lawson Tama Stadium, Honiara, Islas Salomón              | 10      | Islas Salomón                   | 2–1      | 2–1       | Amistoso                                   |
| 4   | 5 de junio de 2016      | Sir John Guise Stadium, Port Moresby, Papúa Nueva Guinea | 13      | Samoa                           | 1–0      | 8–0       | Copa de las Naciones de la OFC 2016        |
| 5   | 5 de junio de 2016      | Sir John Guise Stadium, Port Moresby, Papúa Nueva Guinea | 13      | Samoa                           | 3–0      | 8–0       | Copa de las Naciones de la OFC 2016        |
| 6   | 8 de junio de 2016      | Sir John Guise Stadium, Port Moresby, Papúa Nueva Guinea | 14      | Islas Salomón                   | 1–0      | 2–1       | Copa de las Naciones de la OFC 2016        |
| 7   | 9 de junio de 2017      | Lawson Tama Stadium, Honiara, Islas Salomón              | 21      | Islas Salomón                   | 1–2      | 2–3       | Clasificación para la Copa Mundial de 2018 |

## Palmarés

### Torneos locales
| Título                  | Club          | País               | Año     |
| ----------------------- | ------------- | ------------------ | ------- |
| Liga Nacional de Fútbol | Hekari United | Papúa Nueva Guinea | 2008-09 |
| Liga Nacional de Fútbol | Hekari United | Papúa Nueva Guinea | 2009-10 |
| Liga Nacional de Fútbol | Lae City FC   | Papúa Nueva Guinea | 2015-16 |
| Liga Nacional de Fútbol | Lae City FC   | Papúa Nueva Guinea | 2019    |

### Torneos internacionales
| Título                      | Club          | Sede     | Año     |
| --------------------------- | ------------- | -------- | ------- |
| Liga de Campeones de la OFC | Hekari United | Auckland | 2009-10 |

## Logros
- OFC Champions League: 2009-10
- Papúa Nueva Guinea National Soccer League: 2008-09, 2009-10, 2015-16, 2019